# Empty mirror
Empty mirror er en dansk animationsfilm fra 2011, der er instrueret af Mads Guldborg Bøge.

## Handling
Denne artikel mangler et handlingsreferat. Hjælp os med at skrive det.